# Seznam předsedů Ústavního soudu České republiky
Předseda Ústavního soudu České republiky stojí v čele Ústavního soudu České republiky, z hlediska protokolu je pátým ústavním činitelem státu. Podle Ústavy je jmenován prezidentem republiky. Podle zákona o Ústavním soudu zastupuje předseda soudu soud navenek, vykonává správu Ústavního soudu, svolává zasedání pléna Ústavního soudu, určuje pořad jeho jednání a řídí jednání, jmenuje předsedy senátů Ústavního soudu a vykonává další úkoly, které jsou mu svěřeny zákonem. V době nepřítomnosti předsedy vykonávají jeho úkoly místopředsedové v rozsahu a v pořadí, které stanoví plénum soudu.

## Seznam
| Pořadí | Předseda        | Fotografie    | Nástup do funkce  | Opuštění funkce | Místopředsedové                                                                       | Jmenující    |
| ------ | --------------- | ------------- | ----------------- | --- | ------------------------------------------------------------------------------------- | ------------ |
| 1.     | Zdeněk Kessler  |               | 15. července 1993 | 12. února 2003 | Miloš Holeček Ivana Janů (9. 11. 1993 – 9. 2. 2002) Eliška Wagnerová (od 20. 3. 2002) | Václav Havel |
| 2.     | Miloš Holeček   |               | 17. března 2003   | 15. července 2003 | Eliška Wagnerová                                                                      | Václav Klaus |
| 3.     | Pavel Rychetský |               | 6. srpna 2003     | 6. srpna 2013 | Eliška Wagnerová (do 20. 3. 2012) Pavel Holländer Milada Tomková (od 3. 5. 2013)      | Václav Klaus |
| 3.     | Pavel Rychetský | 7. srpna 2013 | 7. srpna 2023     | Milada Tomková (do 3. 5. 2023) Jaroslav Fenyk (do 3. 5. 2023) Vojtěch Šimíček (od 3. 5. 2023) Kateřina Ronovská (od 4. 8. 2023) | Miloš Zeman                                                                           |              |
| 4.     | Josef Baxa      |               | 8. srpna 2023     | | Vojtěch Šimíček (do 12. 6. 2024) Kateřina Ronovská                                    | Petr Pavel   |